# Zyprische Badmintonmeisterschaft 2020
Die Zyprische Badmintonmeisterschaft 2020 fand vom 26. bis zum 27. September 2020 in Nikosia statt. 

## Medaillengewinner
| Disziplin    | Gold                                 | Silber                                | Bronze                                         |
| ------------ | ------------------------------------ | ------------------------------------- | ---------------------------------------------- |
| Herreneinzel | Orestis Pissis                       | Aris Kattirtzi                        | Christos Hailis                                |
| Herreneinzel | Orestis Pissis                       | Aris Kattirtzi                        | Iakovos Acheriotis                             |
| Dameneinzel  | Eleni Christodoulou                  | Eva Kattirtzi                         | Chara Michael                                  |
| Dameneinzel  | Eleni Christodoulou                  | Eva Kattirtzi                         | Ioanna Pissi                                   |
| Herrendoppel | George Nicolaou Elias Nicolaou       | Nicolas Panayiotou Kyriacos Pissis    | Yanik Bhageerutty Constantinos Symeonides      |
| Herrendoppel | George Nicolaou Elias Nicolaou       | Nicolas Panayiotou Kyriacos Pissis    | Thomas Anastasiades Constantinos Hadjigeorgiou |
| Damendoppel  | Maria Avraamidou Eleni Christodoulou | Stephanie Frangou Andrea Chrisostomou | Eva Kattirtzi Chara Michael                    |
| Damendoppel  | Maria Avraamidou Eleni Christodoulou | Stephanie Frangou Andrea Chrisostomou | Ioanna Alexandrou Ioanna Antoniou              |
| Mixed        | Iakovos Acheriotis Eva Kattirtzi     | Orestis Pissis Ioanna Pissi           | Andreas Ioannou Eleni Christodoulou            |
| Mixed        | Iakovos Acheriotis Eva Kattirtzi     | Orestis Pissis Ioanna Pissi           | Constantinos Symeonides Ioanna Antoniou        |